# Jan Nederveen Pieterse
Jan Nederveen Pieterse é um acadêmico nascido na Holanda cujo trabalho se concentra em economia política global, estudos de desenvolvimento e estudos culturais.  Ele atualmente atua como Professor Duncan & Suzanne Mellichamp de Estudos Globais e como sociólogo na Universidade da Califórnia, Santa Barbara. 

## Biografia
Jan recebeu diplomas de bacharelado e mestrado da Universidade de Amsterdã em antropologia cultural e completou seu doutorado em ciências sociais na Universidade de Nijmegen em 1988.  Anteriormente, ocupou cargos de professor na Universidade de Maastricht, Universidade de Illinois Urbana-Champaign, Instituto Internacional de Estudos Sociais, Haia; Universidade de Cape Coast, Gana, Universidade de Amsterdã e Universidade Nacional da Malásia. Além disso, atuou como professor visitante em universidades na Argentina, Brasil, China, França, Alemanha, Índia, Indonésia, Japão, Paquistão, África do Sul, Sri Lanka, Suécia e Tailândia.
Jan faz parte dos conselhos editoriais da Clarity Press e Global-e e é editor associado/consultivo de Development and Change, Third World Quarterly, European Journal of Social Theory, Ethnicities, Third Text, Journal of Social Affairs, Journal of Global Studies in Educação, Análise Sociológica, Sociologia Aplicada Global e Encontros (Zayed University Press). Ele também edita séries de livros com Routledge (Emerging Societies) e Palgrave MacMillan (Frontiers of Globalization). 

## Bolsa de estudo
Nederveen Pieterse é autor de 10 livros e coeditou outros 14. Vários dos trabalhos publicados de Pieterse foram traduzidos para mais de cinco idiomas. Jan trabalha em uma variedade de temas, desde desenvolvimento e globalização até estudos culturais. Seu trabalho abrange várias regiões do mundo, incluindo nordeste da Ásia, sudeste da Ásia, China, Oriente Médio, Europa e América do Norte e Latina. O trabalho atual de Jan se concentra nas novas tendências da globalização do século 21 e na ascensão das economias emergentes.  Seus livros mais recentes são Globalização Multipolar e Voltando à Casa ao Mundo.
- 2017. Globalização Multipolar: Economias Emergentes e Desenvolvimento . Londres, Routledge
- 2017. Mudando as constelações do sudeste da Ásia: do nordeste da Ásia à China, co-editado com Abdul Rahman Embong e Siew Yean Tham, eds. 2017 Londres, Routledge.
- 2017. Contingências e Globalização da China, co-editado com Changgang Guo e Liu Debin. Londres, Routledge
- 2015. Globalização e Cultura: Global Mélange. Rowman e Littlefield, terceira edição revisada
- 2014. Globalization and Development in East Asia, co-editado com Jongtae Kim. Nova York, Routledge.
- 2013. Brasil Emergente: Desigualdade e Emancipação, co-editado com Adalberto Cardoso. Londres, Routledge.
- 2011. Globalização do Século XXI: Perspectivas do Golfo, co-editado com Habibul Haque Khondker. Abu Dhabi, Zayed University Press.
- 2010. Teoria do Desenvolvimento, 2ª edição. Londres, Sage.
- 2009. Globalização e Sociedades Emergentes: Desenvolvimento e Desigualdade, Boike Rehbein. Basingstoke, Palgrave Macmillan.
- 2009. Há esperança para o Tio Sam? Além da bolha americana . Londres, Zed Books.
- 2007. Etnias e Multicultura Global: Calças para um Polvo . Rowman & Littlefield
- 2004. Globalização ou Império? Nova York, Routledge.
- 2000. Futuros Globais: Moldando a Globalização . Londres, Zed Books.
- 1998. Ordens Mundiais em Formação: Intervenção Humanitária e Além . Londres, Palgrave.
- 1995. Branco sobre Preto: Imagens de África e Negros na Cultura Popular Ocidental . Yale UP
- 1995. The Decolonization of Imagination, co-editado com Bhikhu Parekh. Londres, Zed Books.
- 1992. Cristianismo e Hegemonia . Oxford, Berg
- 1992. Emancipações, Modernas e Pós-modernas . Londres, Sage
- 1989. Império e Emancipação: Poder e Libertação em Escala Mundial . Nova York, Praeger.

## Artigos e capítulos de livros selecionados
- 2016 Multipolaridade significa Pensar Plural: Modernidades, in G. Preyer e M. Sussmann, eds. Variedades de Múltiplas Modernidades . Leiden, Brill, 109-121.
- 2015 Contingências e globalização da China, Third World Quarterly 36, 11: 1985-2001.
- 2015 O que aconteceu com o Milagre Oito? Olhando para o Oriente no século XXI, Canadian Journal of Development Studies 63, 3: 263-282.
- 2014 Repensando Modernidade e Capitalismo: Adicione Contexto e Agite, Sociopedia Colloquium (e-journal)
- 2013 O que são estudos globais? Globalizações 10, 4: 499-514 (com comentários e resposta)
- 2012 Leaking Superpower: WikiLeaks e as contradições da democracia, Third World Quarterly 33, 10: 1909-1924
- 2012 Periodizando a globalização: Histórias da globalização, Novos Estudos Globais 6, 2: 1-25
- 2012 Globalização do século XXI: Uma nova era de desenvolvimento, Forum for Development Studies 39, 1: 1-19
- 2011 Reequilíbrio global: Crise e virada Leste-Sul, Desenvolvimento e Mudança 42, 1: 22-48
- 2009 Representando a ascensão do resto como ameaça: Mídia e divisões globais, Mídia e Comunicação Global, 5, 2: 1-17
- 2007 Multicultura Global, Aculturação Flexível, Globalizações, 4, 1: 65-79
- 1998 Meu Paradigma ou o Seu? Desenvolvimento Alternativo, Pós-Desenvolvimento, Desenvolvimento Reflexivo e Mudança, 29, 2: 343-73
- 1994 Globalização como Hibridização, Sociologia Internacional, 9, 2, 1994: 161-84

## Prêmios
O Prêmio JC Ruigrok da Sociedade Holandesa de Ciências, 1990 (para Império e Emancipação: Poder e Libertação em uma Escala Mundial. Nova York, Praeger, 1989)
Ele co-organizou 7 conferências internacionais de estudos globais em todo o mundo (Chicago, Dubai, Busan, Rio, Moscou, Nova Delhi, Xangai), que levaram a publicações co-editadas com acadêmicos locais. 